# 鱷龍 (恐龍)
鱷龍（學名：Suchosaurus）意為「鱷魚蜥蜴」，最初被認為是鱷魚，後來被改歸類於獸腳亞目棘龍科。化石發現於英格蘭的白堊紀地層。模式標本包含兩個牙齒。目前有兩個已命名種：刀齒鱷龍（S. cultridens）、吉氏鳄龙（S. girardi）。
其中的第二个物种已在2007年改歸類於沃克氏重爪龍（Baryonyx walkeri）。而刀齒鱷龍的牙齒極度類似同時代的重爪龍，但還是有些微差異。鱷龍可能是重爪龍的次同物異名。鱷龍的目前狀態是疑名。

## 外部連結
- Suchosaurus in The Dinosaur Encyclopaedia （页面存档备份，存于） at Dino Russ's Lair
- First post of a long discussion of Suchosaurus as a dinosaur and its implications （页面存档备份，存于）, in the Dinosaur Mailing List Archives
- Suchosaurus as a crocodilian, at DinoWight